# 鍋島茂順
鍋島 茂順（なべしま しげより）は、江戸時代中期から後期にかけての武士。肥前国佐賀藩士。武雄鍋島家8代当主。27代佐賀藩自治領武雄領主。文献の中では鍋島越後の名で呼ばれることが多い。

## 生涯
宝暦10年（1760年）、26代武雄領主・鍋島茂明の子として誕生。明和8年（1771年）3月、10歳で家督を相続。
文化5年（1808年）7月、当時請役（藩務を総理する執政職）の地位にあった茂順は、諫早茂図、横岳茂親、倉町敬文と共に、側役を重用する9代藩主・鍋島斉直に対し、側役は藩主の身辺世話役であって藩政の大旨が分かっておらず、そのような側役を藩政に重用することはむしろ藩政への妨げであるとの申入れを行っている。これは、それまで鍋島藩が親類や親類同格（龍造寺四家）等を重視した藩政実施体制をとっていたにもかかわらず、斉直が側役を重用し始めた事に対する反発であると考えられる。
ところが、このように藩政が混乱するさなか、文化5年（1808年）8月15日、イギリス船が長崎港に入港してオランダ商館員を拉致し長崎奉行に対し薪水と食料を要求する事件が発生する（フェートン号事件）。長崎警護の人員として佐賀藩は長崎に千名程度は常駐させておくべき所を百名以下しか配置しておらず、フェートン号の湾内測量を目の前に手も足も出なかった。さらに、16日にその報が佐賀に達したにもかかわらず、藩庁では議すれども決せずという状態に陥り準備が整ったものがやっと18日に佐賀を出発するような有様で、その頃にはフェートン号は既に長崎を去り、長崎奉行松平康英（図書頭）は切腹に及んでいたという状態であった。このように佐賀藩は数々の失態を演じ、藩主斉直は幕府から逼塞を命じられてしまう。
当時、既に佐賀藩の財政はかなり逼迫していたが、フェートン号事件発生後、長崎警護の費用を重点的に支出せざるを得なくなり、財政危機に直面する。文化11年（1814年）には、大坂の借銀主に対して発行していた空米切手が不渡りになった事も原因となって、同年8月、請役の地位にあった多久茂鄰が罷免され、茂順が再度請役に任命される。
茂順は、財政担当である相続方白石直章及び横岳茂親と共に、財政改革を実施する。具体的には船方、津方、修理方、山取方、御普請方など機構を分割した上でそれぞれの役方単位で経費を独立して計上する、旧来の累積借銀等については蔵方（一般会計）と別経理とし借金整理のための借銀方を創設して債務整理を行う、といったものであった。しかし江戸藩邸での費用は膨張を続け、その結果、財政改革は挫折に終わってしまう。
なお、文政5年（1822年）1月、武雄鍋島家臣17名が佐賀の武雄鍋島邸に出向き、茂順の側室琴の浦（三穂野）を貰い受けたいとの強訴を行っている。これは、琴の浦が財政逼迫の折にもかかわらず、佐賀で贅沢な暮らしをしており、それに対する家臣の諫言を茂順が聞き届けなかった事により発生したものであるが、藩財政危機の過程での課税強化の結果、武雄領内の不満が蓄積していた事が背景にあると考えられる。
天保3年（1832年）8月に、嫡子・茂義に武雄領主の地位を譲り隠居。天保6年（1835年）、死去。